# Rex Hughes
Rex Hughes, né le 24 septembre 1938, à Hermosa Beach, en Californie et mort le 9 mai 2016, à Nipomo, en Californie, est un entraîneur et dirigeant américain de basket-ball. 